# Postinkunabel
Eine Postinkunabel, auch Frühdruck genannt, ist ein nach der Inkunabelzeit, also (im engeren Sinne) nach dem 31. Dezember 1500, produzierter Druck. Der Endzeitpunkt wird nicht einheitlich angesetzt. Üblicherweise wählt man das Jahr 1520, es wird aber auch die Mitte des 16. Jahrhunderts (um 1550) als Grenze aufgefasst.
In der Niederländischen Nationalbibliothek ist das Grenzjahr 1540. Nach Ansicht von Peter Amelung (2000) sollte der Begriff der Postinkunabel sich nicht über ca. 1520 hinaus erstrecken.
Während sich die Inkunabelforschung als eigenes Fachgebiet etabliert hat, gibt es für die Postinkunabeln keinen vergleichbaren Forschungszusammenhang. Anders als Inkunabeln werden Postinkunabeln in Bibliotheken im Allgemeinen nicht gesondert aufgestellt. Es gibt allerdings einige Bibliographien, die Postinkunabeln erfassen. In Deutschland beschrieb Hermann Schüling 1967 Die Postinkunabeln der Universitätsbibliothek Giessen – bislang die einzige deutsche Monographie mit diesem Begriff im Titel.